# Вольфкович, Семён Исаакович
Семён Исаа́кович Вольфко́вич (1896—1980) — выдающийся советский учёный, химик-неорганик, технолог, доктор химических наук (1934), академик АН СССР (с 1946 г.). Занимался технологией производства минеральных удобрений, изучал процессы электротермической возгонки фосфора. Разработал промышленную схему получения калийных солей из сильвинита и новую технологию получения концентрированных фосфорных удобрений. Первым в СССР проводил исследования по утилизации фтористых газов, изучал процессы переработки мирабилита на соду и сульфат аммония. Исследовал каталитические и другие свойства алюмо-, боро-, железо-фосфатов.

## Биография
Семён Исаакович Вольфкович родился в 1896 году в г. Ананьеве бывшей Херсонской губернии (сейчас Одесская область, Украина). Его отец был провизором (умер в 1919 году), а мать занималась домашним хозяйством.
В ранние годы жизни обучался в реальном училище при лютеранской церкви им. Святого Михаила (окончил в 1913). Несмотря на отличные оценки из-за еврейского происхождения не смог сразу поступить в ту высшую школу, в которую хотел, и в течение двух лет посещал Народный университет А. Л. Шанявского. В 1915 был зачислен на технический факультет Московского института народного хозяйства (МИНХ). Одновременно с обучением проходил военную службу и занимался на химическом отделении Московского высшего технического училища по специальности «минеральные вещества». Учёный был вынужден постоянно искать способы заработать себе на жизнь, поэтому начиная с 1915—1916 годов работал чертёжником и практикантом-токарем на заводах акционерного общества «Дангауер, Кайзер» и акционерного общества «Дуковский и Ко». В 1916—1917 служил в транспортно-автомобильном отделе ЗИГС, в 1918—1921 гг. — в мастерских музея охраны труда в качестве чертёжника и заведующего мастерской.
В 1920 году защитил диссертацию по теме «Производство обогащённого суперфосфата», получил звание инженера-технолога и остался в институте в качестве преподавателя. С этого момента начинается работа учёного по химической специальности. В 1920—1922 гг. работал на Царицынском опытном заводе («Химсонова», Московской области") в качестве инженера. С 1921 г. начал работать в Институте по удобрениям ВСНХ в качестве инженера, где впоследствии занимал должности руководителя лаборатории, заведующего технологическим отделом, главного инженера и заместителя директора института по научной работе.
Будучи доцентом, уже в 1926 году Вольфкович начинает читать самостоятельный курс по технологии минеральных веществ и промышленности и технологии удобрений в Плехановском институте. В 1929 году утверждён НКП в должности профессора по кафедре технологии минеральных веществ. С 1930 работал профессором в МВТУ, а уже через два года стал заведующим кафедрой общей технологии. Вёл курсы в Академии химической защиты им. К. Е. Ворошилова, был преподавателем на первых в СССР курсах для красных директоров. Работая в НИУ, Вольфкович проводил научно-организационную работу по созданию многочисленных лабораторий, полузаводских установок, подготовке кадров.
В 1939 был избран членом-корреспондентом АН СССР по Отделению математических и естественных наук (химические науки), и занял должность заместителя академика-секретаря Отделения химических наук АН СССР (1939—1953).
В 1940 С. И. Вольфкович был назначен Совнаркомом СССР членом Совета научно-технической экспертизы Госплана СССР, а в 1941 — членом Научно-технического совета при Уполномоченном Государственного Комитета Обороны, где руководил в течение Великой Отечественной войны одной из секций . С 1945 являлся председателем химической секции Совета научно-технической экспертизы и членом Технического совета Наркомата химической промышленности СССР.
После войны 1941-1945 гг. Вольфкович работал профессором в Московском государственном университете им. М. В. Ломоносова, где также заведовал кафедрой химической технологии.
Умер 12 ноября 1980 года в Москве. Похоронен на Новом Донском кладбище.

## Научная деятельность и научные достижения
Основная научная деятельность связана с областью химической технологии минеральных удобрений. Вольфкович разработал промышленную схему получения калийных солей из сильвинита. Он активно участвовал в создании Хибинского апатитного строительства и калийного комбината в Соликамске. Учёный руководил всеми работами в НИУ по изучению и внедрению апатита в разные отрасли промышленности. Был автором первой в СССР монографии по технологии калийных солей. За свои работы был избран рабочими Калийного комбината почётным ударником.
В 1921 году совместно с Е. И. Жуковским проводил опыты по возгонке фосфора в электропечи. На их основе затем были спроектированы первые заводские печи на Чернореченском заводе. Несколько лет С. И. Вольфкович руководил работами по изучению технологии аммофоса. По инициативе учёного совместно с А. П. Белопольским были проведены работы по переработке мирабилита на соду и сульфат аммония. В 1932—1933 годах совместно с А. Ф. Винокуровой изучена технология получения борной кислоты, на основе которой затем была разработана схема её производства в НИУИФ. Часть своих исследований Вольфкович также посвятил изучению заводских процессов производства суперфосфата, фосфорной кислоты, фосфористых солей и др.
Технологические работы были главным образом посвящены двум основным направлениям: изучение новых путей производства концентрированных удобрений (аммофосов, нитрофосов, двойных и обогащённых суперфосфатов, азотно-калийных удобрений) и комплексное использование сырья и отходов (фосфогипса, сернистых и фтористых газов). Зафиксировано более чем 40 авторских и патентных свидетельств и заявок учёного в этих направлениях.
Совместно с другими учёными С. И. Вольфкович изучал процессы окисления сульфитов, химизма разложения кислотами апатитонефелиновой руды.
По назначению СТО и СНК СССР учёный состоял членом нескольких правительственных комиссий по химизации народного хозяйства СССР. Он также активно занимался подготовкой инженеров-специалистов по технологии фосфорных, азотных и калийных удобрений.

## Интересные факты
С. И. Вольфкович много работал с фосфором. Газообразный фосфор пропитывал одежду учёного, отчего та светилась в темноте голубоватым светом. Когда Вольфкович выходил на улицу ночью, за ним собиралась толпа, принимавшая его за потустороннее существо.

## Основные труды
Помимо статей и отчётов С. И. Вольфковичем были написаны несколько учебных пособий и монографий. Среди них:
- «Техническая переработка калийных солей» (НХТИ, 1932, 128 с.)
- «Технология азотных удобрений» (ОНТИ, 1935, 371с.)
- «Минеральное сырьё основной химической промышленности» (Промиздат, 1926, 104 с.)
- «Переработка хибинских апатитов на удобрения» (Госхимтехиздат, 1932, 64 с.)
- «Общая химическая технология», (М.: Высшая школа, 1953, т. 1, 632с. — совм. с др.)[17]
- «Гидротермическая переработка фосфатов на удобрения и кормовые средства» (М.: Химия, 1964, 172 с. — совм. с др[18].)
- «Проблемы производства минеральных удобрений», М., 1965
- «Проблемы химии в сельском хозяйстве», М., 1969

Кроме того, учёный в течение нескольких лет состоял редактором таких журналов как «Минеральные удобрения», «Журнал химической промышленности», «Журнал прикладной химии», «Калий».
Всего в советских и иностранных журналах напечатано более 120 статей и научных работ.

## Премии и достижения
- Сталинская премия II степени (14 марта 1941) — за разработку технологического процесса комплексного использования фосфатного сырья с получением фосфорных и азотных удобрений, кремнефторида натрия и редких земель
- пять орденов Ленина (10 июня 1945; 27 марта 1954; 28 мая 1966; 1971, 1975)
- орден Трудового Красного Знамени (1944)
- Золотая медаль ВДНХ СССР (1954, 1968)
- Большая золотая медаль ВДНХ СССР (1960, 1964)
- Серебряная медаль ВДНХ СССР (1963)
- Золотая медаль имени Д. И. Менделеева (1967) — за цикл работ по химии фосфатов и разработку процессов получения концентрированных и комплексных удобрений
- Премия Всесоюзного общества «Знание» (1970)
- Знак «Почётный химик» (1974)
- Большая золотая медаль имени М. В. Ломоносова (1976) — за выдающиеся достижения в области химии и технологии фосфора, а также в разработке научных основ химизации сельского хозяйства СССР
- XXII Менделеевский чтец (4 марта 1968)